# 照相機

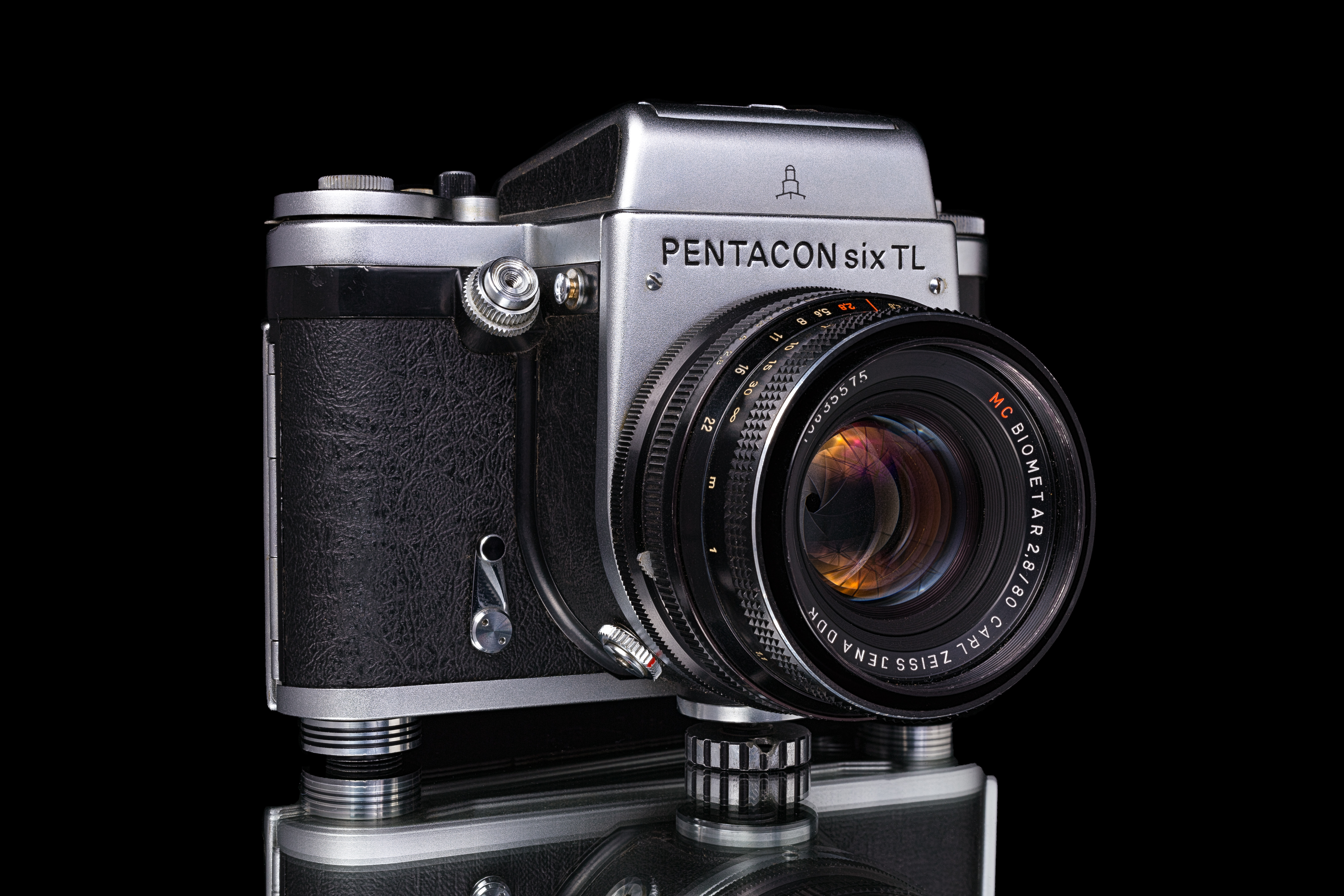
照相機

照相机广义是指任何可以捕捉和记录影像的设备，人类在日常普遍使用的照相机技术大致始于19世纪早期。最常见的照相机拍摄可见光的影像，但并不是所有照相机都需要可见光（如红外线热像仪），有的甚至不需要一个传统意义上的光源（如扫描隧道显微镜）。很多设备都具备照相机的特征，如雷达、医学成像设备、天文观测设备等等。

## 歷史
- 1550年意大利的卡尔达诺将双凸透镜置于原来的针孔位置上，映像的效果比暗箱更为明亮清晰。
- 1558年意大利的巴尔巴罗又在卡尔达诺的装置上加上光圈，使成像清晰度大为提高。
- 1665年德国神父约翰章设计制作了一种小型的可携带的单镜头反光映像暗箱，因为当时没有感光材料，只能用于绘画。
- 1827年法国的約瑟夫·尼塞福爾·涅普斯在感光材料上制出了世界上第一张照片，但成像不太清晰，而且需要八个小时的曝光。
- 1839年8月19日法国画家路易·达盖尔发明了世界上第一台真正的照相机，可携式木箱照相机。[1]
- 1840年維也納大學教授约瑟夫·佩茨瓦尔博士與福倫達合作，製造出匹兹伐鏡頭，此鏡頭也應用在沃哥兰德发明的第一台全金属机身的照相机上。
- 1841年光学家沃哥兰德发明了第一台全金属机身的照相机。
- 1845年德国人冯·马腾斯发明了世界上第一台可摇摄150°的转机。
- 1849年大卫·布儒斯特发明了立体照相机和双镜头的立体观片镜。
- 1861年物理学家詹姆斯·麦克斯韦拍摄并印刷了世界上第一张彩色照片。[1]
- 1866年德国化学家奥托·肖特与光学家卡尔·蔡司在蔡司公司发明了正光摄影镜头。
- 1888年美国柯达公司生产出了新型感光材料“胶卷”。同年，柯达公司生产出了世界上第一台安装胶卷的可携式照相机。
- 1906年美国人乔治·希拉斯首次使用了闪光灯。
- 1948年11月26日美国宝丽来公司（Polaroid）在市场推出世界上第一个即时成像相机Polaroid 95。
- 1975年美国柯达公司（Kodak）发明第一台数码相机。

## 结构和元件
通常，照相机主要元件包括：成像元件、暗室、成像介质与成像控制结构。
成像元件可以进行成像。通常是由光学玻璃制成的透镜组，称之为镜头。对于一些特定的设备，小孔、电磁閥等亦可起到“镜头”的作用。成像介质则负责捕捉和记录影像。包括底片、CCD、CMOS等。
暗室负责连接镜头与成像介质，用以保护成像介质并确保在成像的过程中成像介质不会受到外界的光的干扰。
控制结构可以改变成像或记录影像的方式以及影像最终的成像效果。并对光圈、快门、對焦等进行控制。

### 取景器
相機的取景器提供了感測器或膠片捕獲內容的實時近似值。它可以幫助攝影師對齊、聚焦和調整照片的構圖、照明和曝光，從而提高最終影像的準確性。
取景器分為兩大類：光學和電子。光學取景器通常出現在單鏡頭反光（SLR）相機中，它使用鏡子或稜鏡系統將光線從鏡頭反射到取景器，提供清晰、實時的場景視圖。電子取景器，典型的無反光鏡相機，以潜在的延遲和更高的電池消耗為代價，將電子影像投影到一個小顯示器上，提供更廣泛的資訊，如實時曝光預覽和長條圖。專門的取景器系統用於特定的應用，如用於間諜活動的超小型相機或水下攝影。
視差誤差，由取景器和鏡頭軸之間的錯位引起，可能會導致被攝體位置的不準確表示。雖然對於遠處的物體可以忽略不計，但對於近處的物體，這種誤差會變得突出。一些取景器採用視差補償裝置來緩解這個問題。。

## 术语
- 成像平面（焦平面）：一般是指成像材料所在的平面或者感應器所在的平面。光经过镜头聚集在成像平面上，从而形成清晰的照片。
- 焦距：是指镜头距底片的距离。如果焦距合适，景物反射的光通过镜头能够聚集在成像平面上，成为一个点，如果焦距不合适，则成为一个圆，从而导致照片失焦模糊。
- 曝光：快门打开时，光线透过镜头，经过光圈，进入暗室，最后照在成像材料上，这个过程称为曝光。
- 曝光量：曝光量是指一次曝光中光线的多少。如果曝光量过低会使得照片颜色发暗，如果曝光量过高会使照片颜色发白，过低或过高都会使照片中的细节丢失。曝光量通常是由光圈值和快门速度共同决定的。
- 光圈值：是指暗室窗口的大小，光圈值越低，窗口越大，则透进的光越多，使得曝光量增加，反之亦然。
- 快门速度：是指快门打开的时间，如果快门速度越慢，打开的时间越长，光透进的越多，使得曝光量增加，反之亦然。如果受摄物是移动的物体，则需要较快的快门速度才能將物體凍結，使得成像清楚。
- 景深：指照片中景物都能清晰显示的前后距离，在风景照片中要求景深大，较小的光圈能获得较大的景深。
- 变焦：數位相機之變焦分為光學與數位兩種。
  - 光學變焦：通過鏡片移動來放大與縮小需要拍攝的景物
  - 数码變焦：簡單地將CCD所截取之影像加以裁剪。
- 视角：鏡頭成相範圍內的對角線角度
- 测光：對光線進行測量，從而決定曝光量
- 测距：測量受攝物與成像平面之間的距離，從而對焦
- 手动曝光：由使用者自行決定光圈以及快門值，來改變曝光量
- 自动曝光：由照相機決定光圈以及快門值，來改變曝光量
  - 光圈优先：指拍摄人手动指定一个光圈值，照相机根据测光结果自动计算对应快门速度的曝光模式，适合需要控制景深的场景
  - 快门优先：指拍摄人手动指定一个快门速度，照相机根据测光结果自动计算对应光圈值的曝光模式，适合拍摄處於運動中的物体的场景
  - 曝光量补偿：由使用者在拍攝的時候，改變快門時間或者改變光圈大小來增加或減少曝光量
- 手动对焦：由使用者自行調整焦距
- 自动对焦：由照相機調整焦距

## 分类
- 根據其成像介質的不同：
  - 底片相機
  - 數位照相機
- 根据相机结构可以分为
  - 双镜头反光相机（双反相机）
  - 單鏡頭反光相機（單反相機）
  - 旁轴相机
  - 单电相机
  - 無反光鏡可換鏡頭相機（无反相机）

- 根據鏡頭的安裝方式可分為：
  - 可換鏡頭相機
  - 固定鏡頭相機

- 根据画幅的尺寸规格：
  - 大画幅相机
  - 中画幅相机
  - 110相机（英语：110 film）
  - 120相机
  - 135相机
  - APS相机
  - 微型相机

- 根据用途可以分为专业相机和消费类相机（傻瓜相机）

## 照相機品牌
- 德國
  - 徠卡(Leica)
  - 卡爾·蔡司(Carl Zeiss)
    - 康太時(Contax)===>目前已經退出相機市場

  - 密諾斯(Minox)
  - 祿萊(Rollei)
  - 祿萊佛萊克斯（英语：Rolleiflex）
  - Noblex（英语：Noblex）
  - Mikrotron（英语：Mikrotron-GmbH）
  - Voigtländer
  - Linhof
  - 佛大维
- 瑞典
  - 哈蘇(Hasselblad)
- 瑞士
  - 仙娜(Sinar)
  - 阿爾帕(Alpa)
- 丹麥
  - Phase One
- 俄羅斯
  - LOMO
- 烏克蘭
  - 基輔
- 美國
  - 柯達(Kodak)
  - 寶麗來(Polaroid)
- 日本
  - 佳能(Canon)[6]
  - 尼康(Nikon)
  - 索尼(SONY)
    - 柯尼卡美能達(Konica Minolta)（目前Sony已經收購其）
      - 美能達Minolta（2003年，美能達正式與柯尼卡合併，成為柯尼卡美能達公司。）

  - 奧林巴斯(Olympus)
  - 松下(Panasonic)
  - 卡西歐(Casio)
  - 適馬(Sigma)
  - 騰龍（Tamron）
  - 騎士(Horseman)
  - 百佳(Practica)
  - 理光(Ricoh)
    - 賓得(Pentax)

  - 富士膠片(Fujifilm)
  - 吉野·布朗尼卡（英语：Bronica）
  - 雅西卡（英语：Yashica）
  - 瑪米亞(Mamiya)
  - 騎士(Horseman)
  - 雅佳(Arca Swiss)
- 韓國
  - 三星(Samsung)
- 中國
  - 海鷗(Seagull)
  - 鳳凰(Phoenix)
  - 東風
  - 紅旗
  - 沙慕尼(Chamonix)
  - 華晶(Altek)
- 台灣
  - 明基(BenQ)
  - 宏碁(Acer)

## 照相機圖集

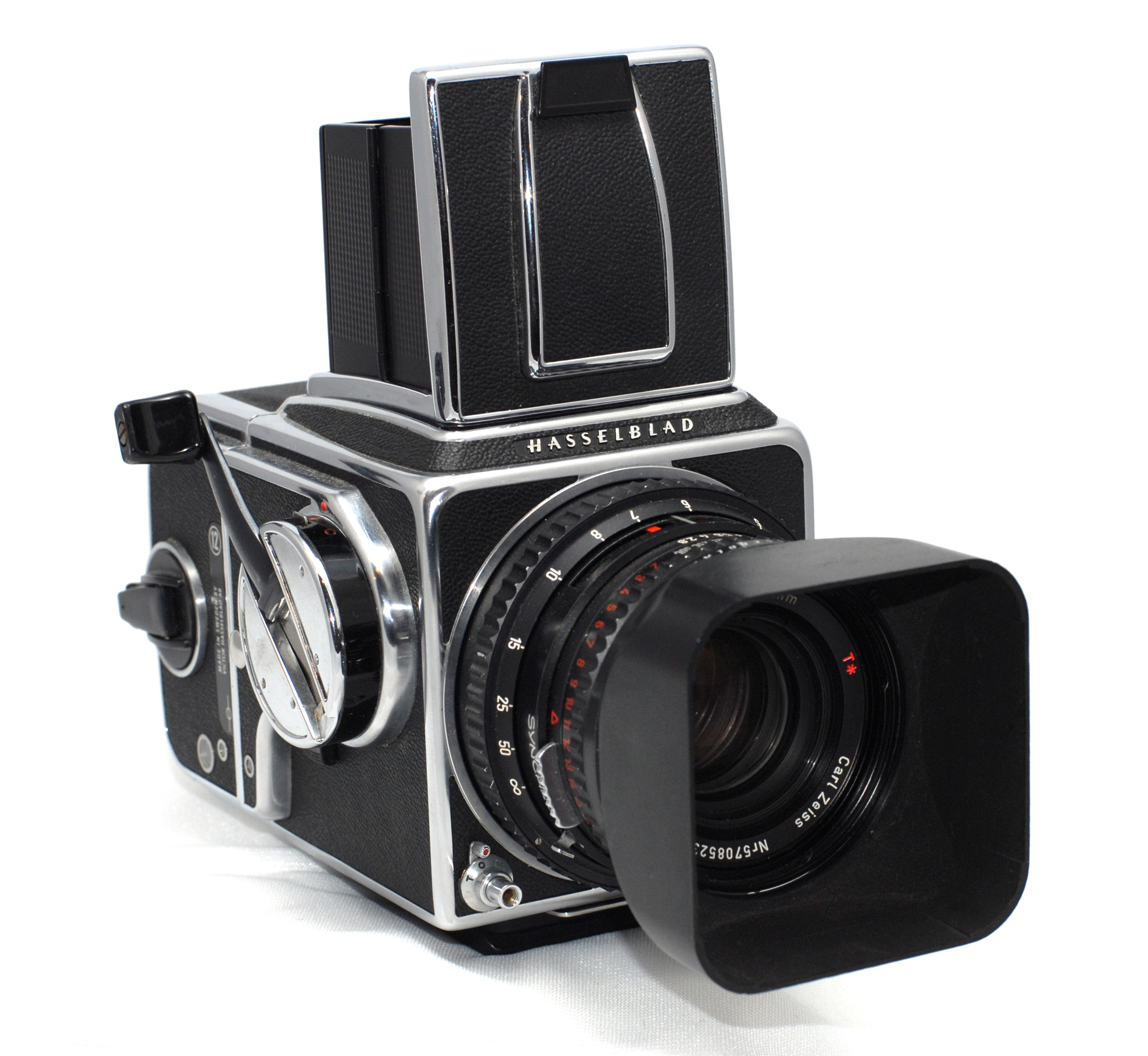
哈蘇500 C/M連蔡司鏡頭
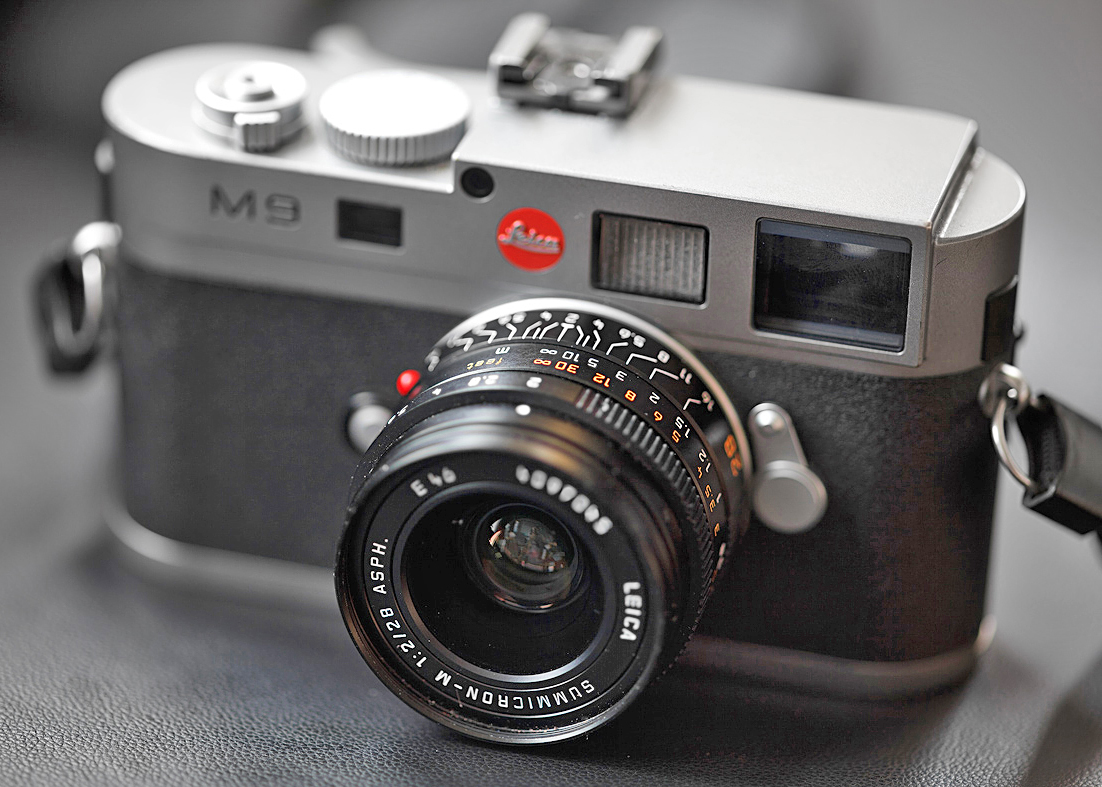
徠卡M9相機
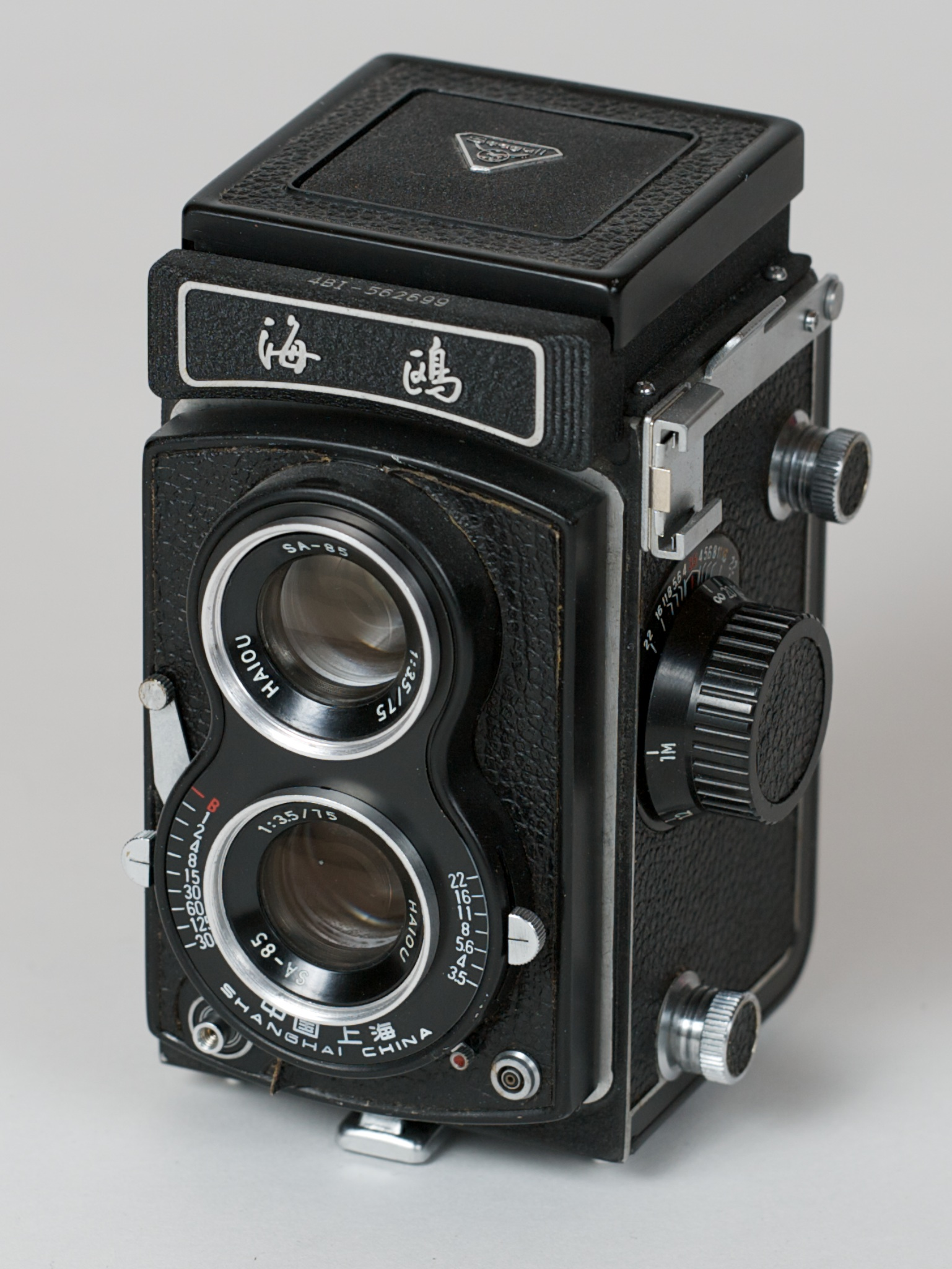
海鷗4BI照相機
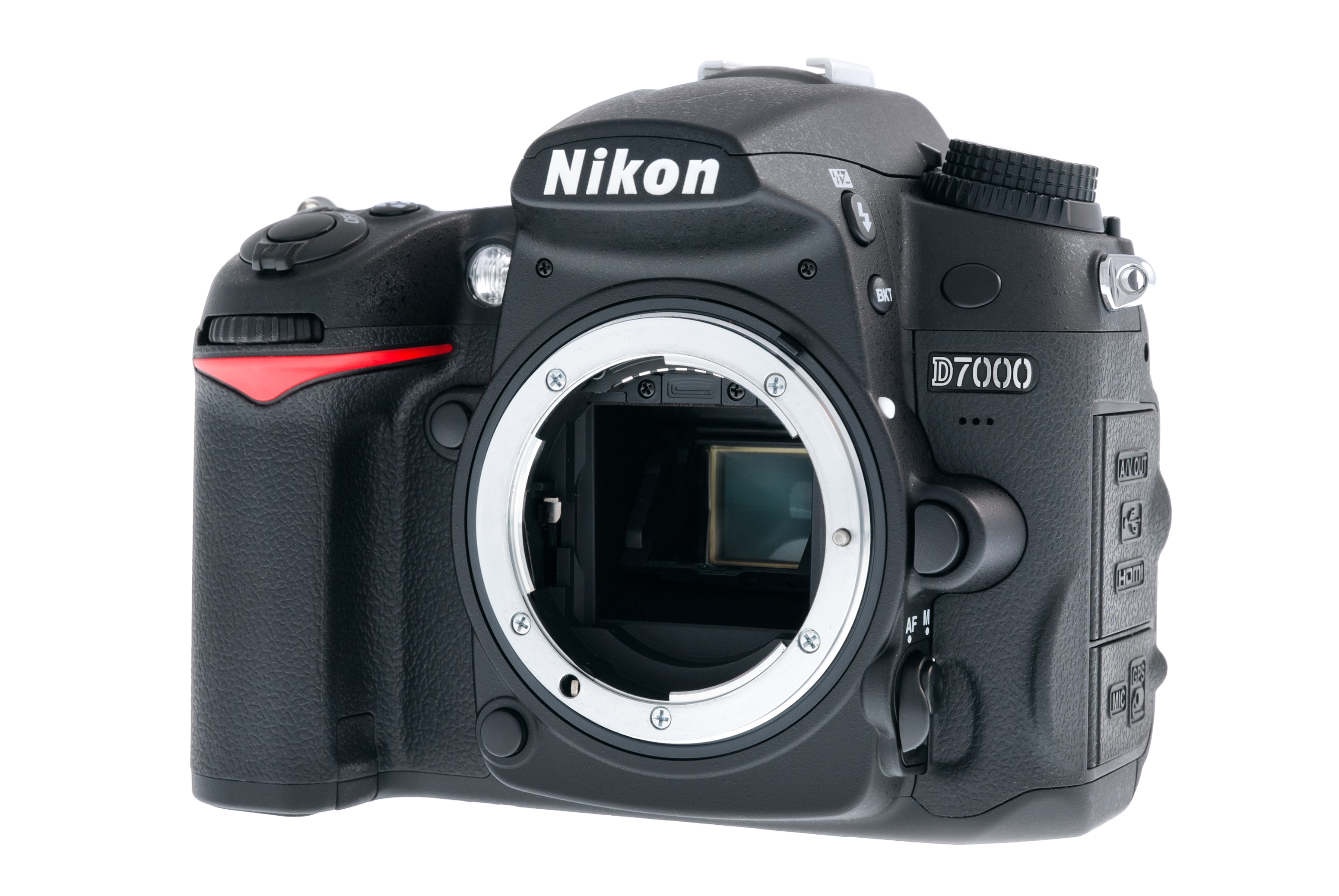
尼康D7000數碼單反相機
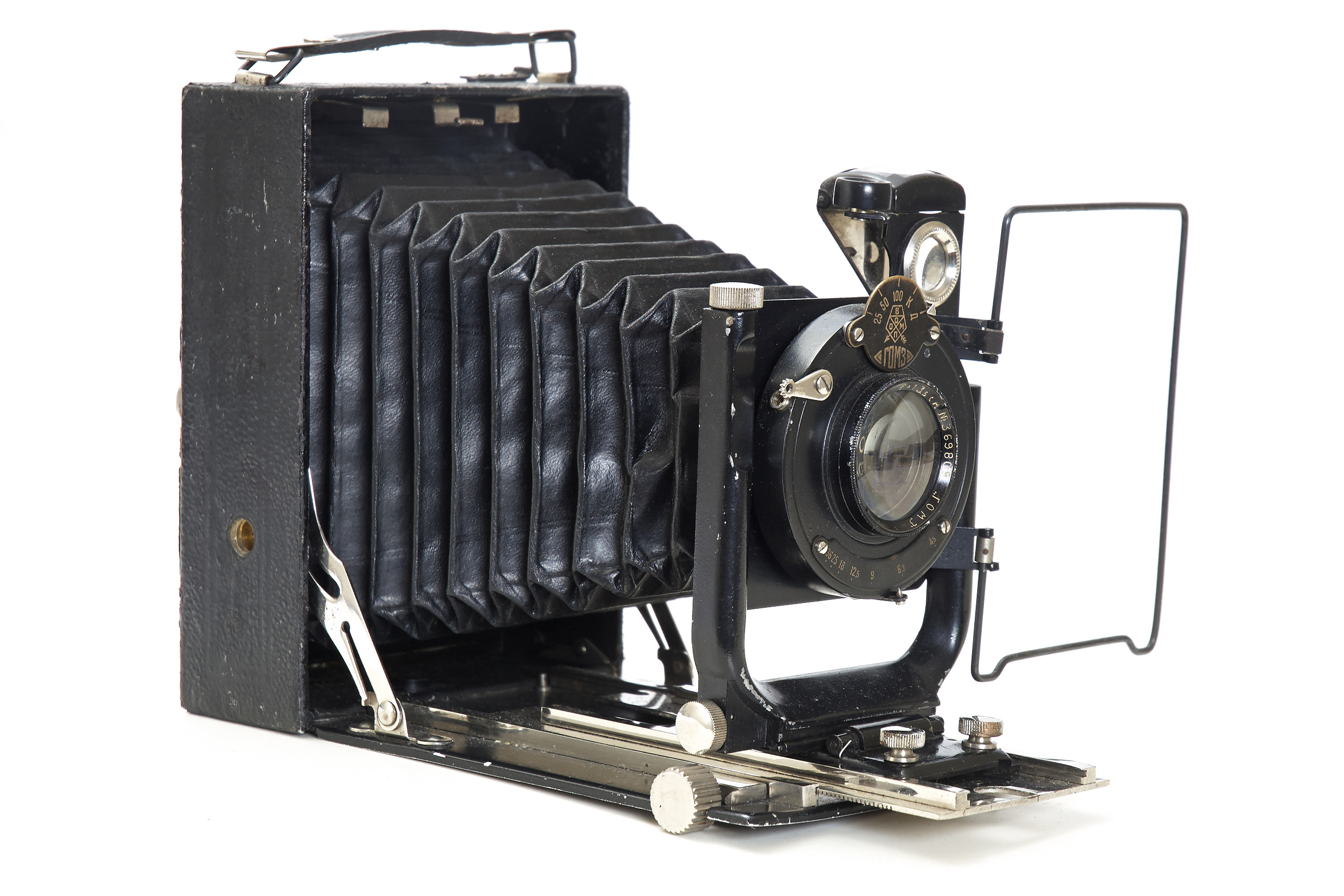
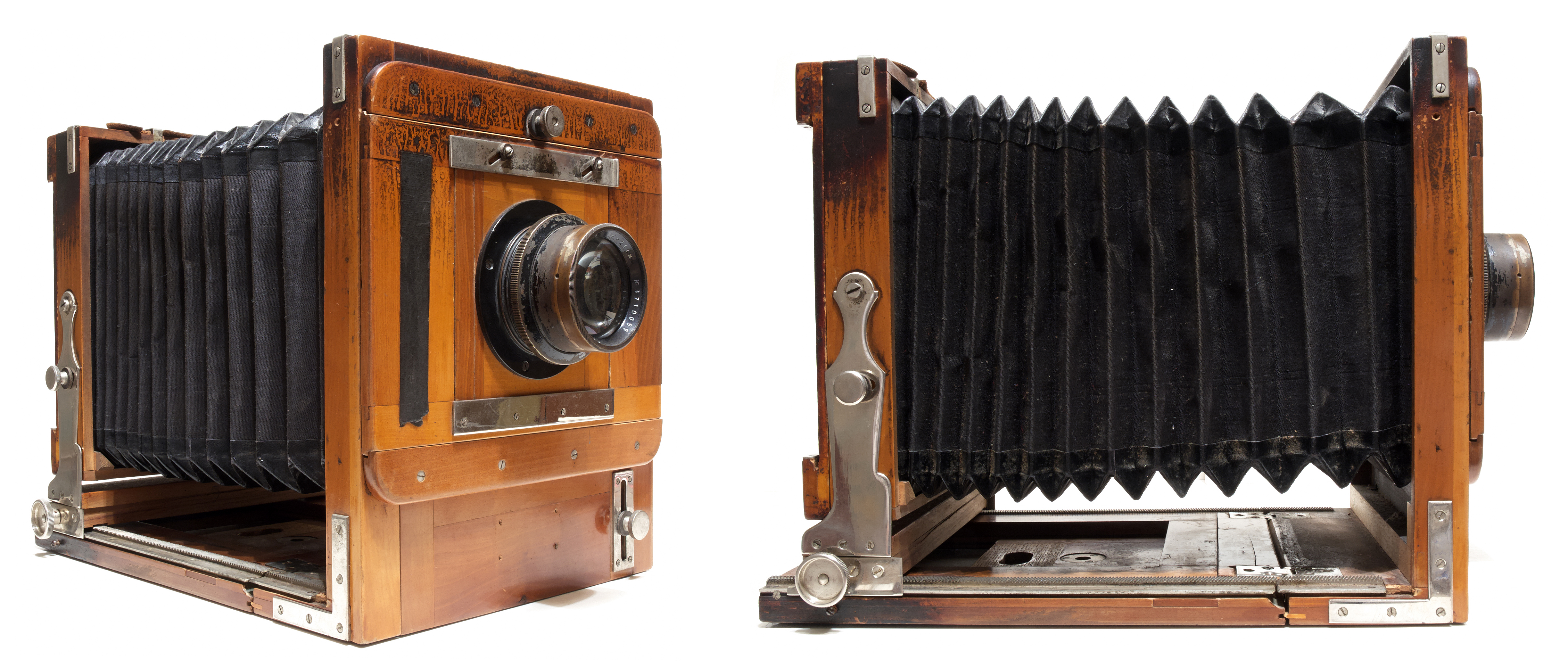
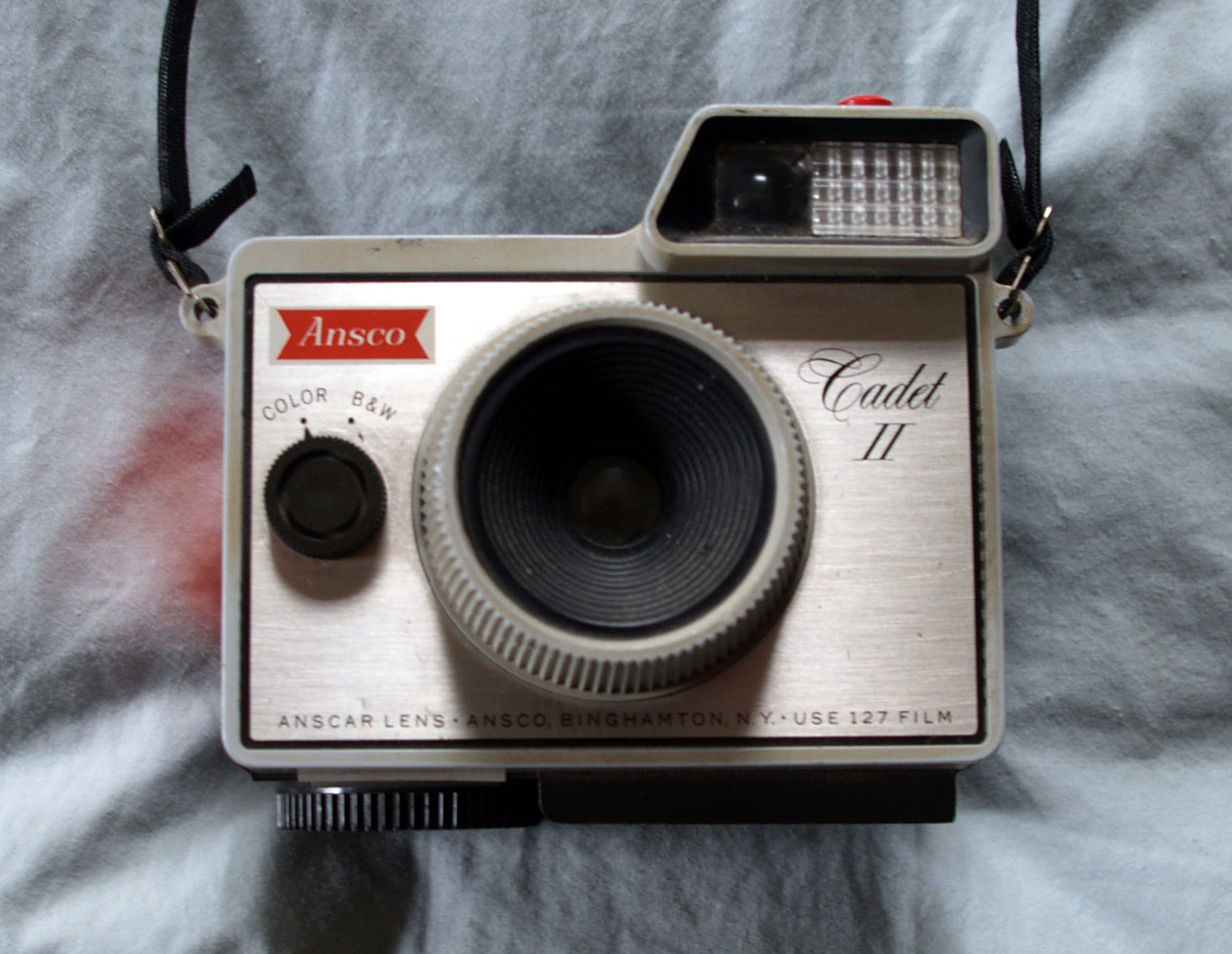
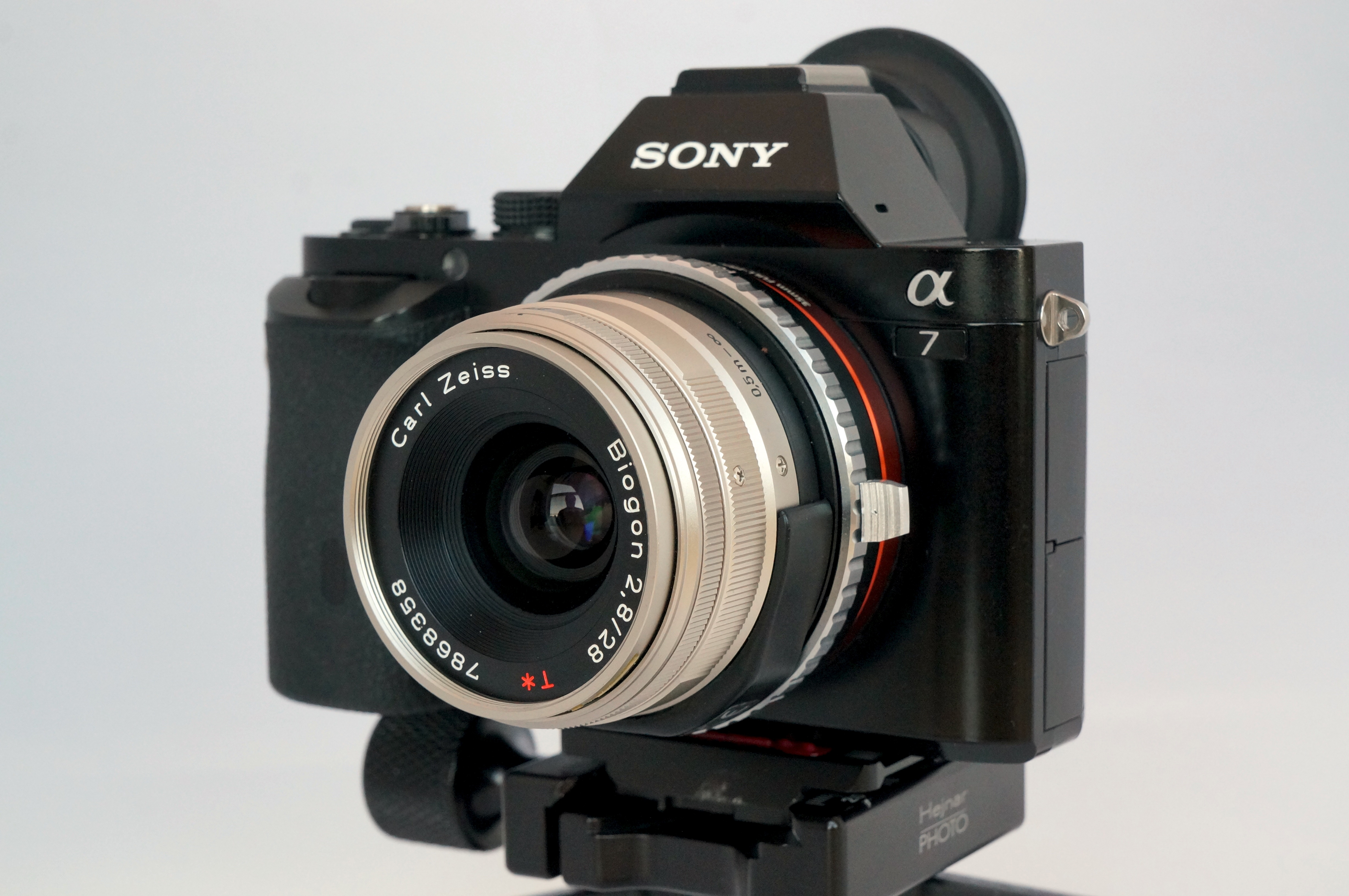
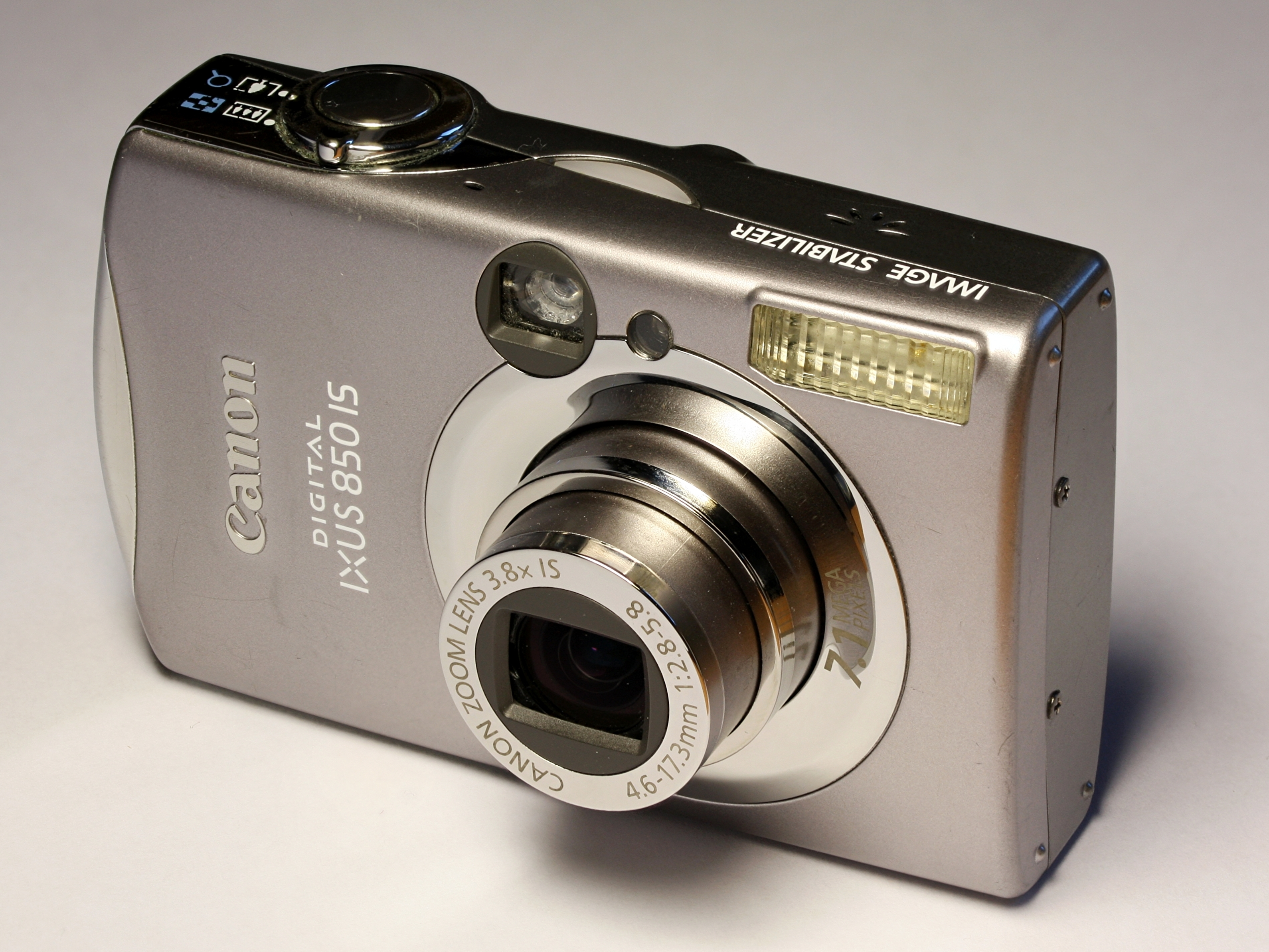
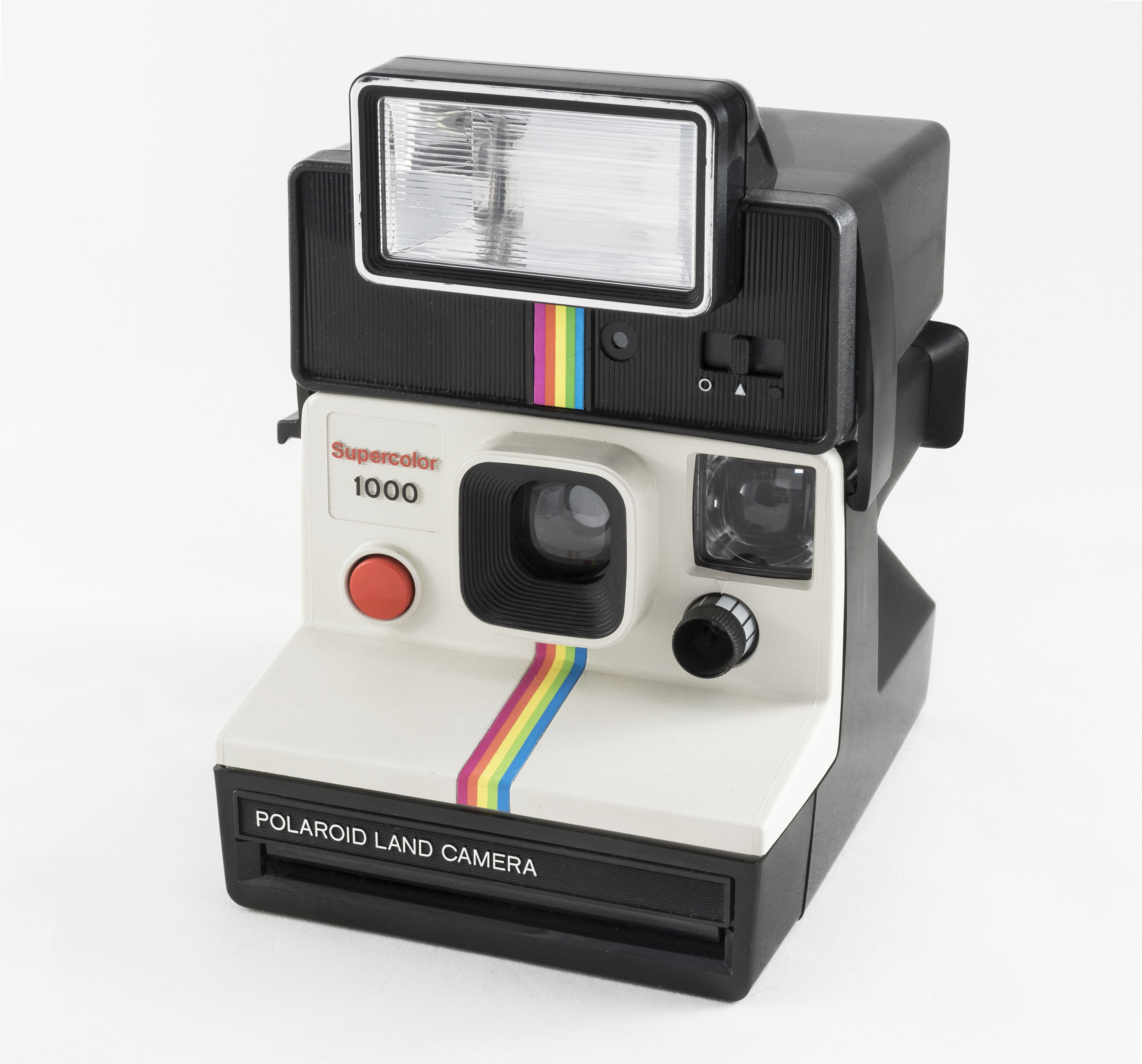
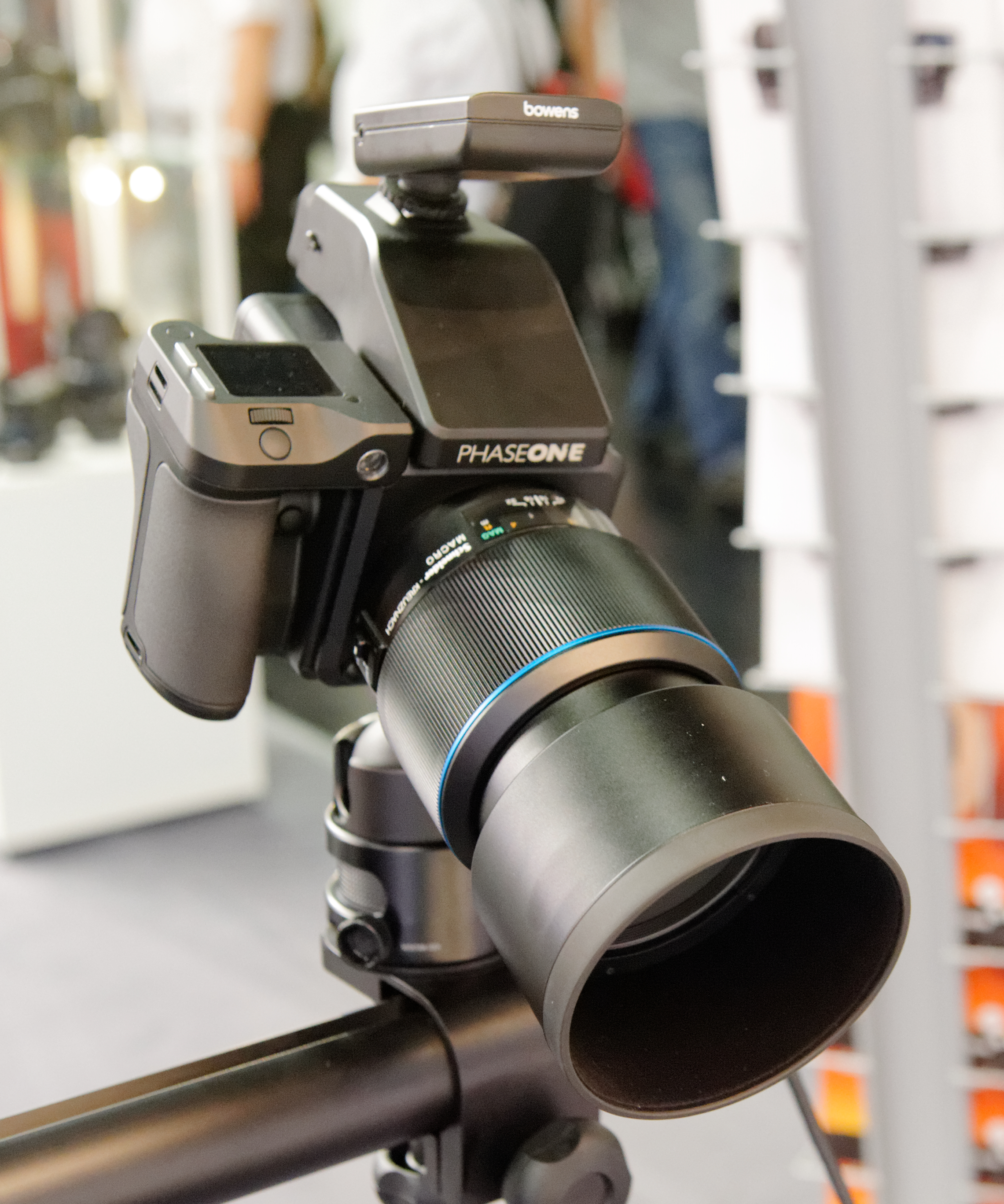
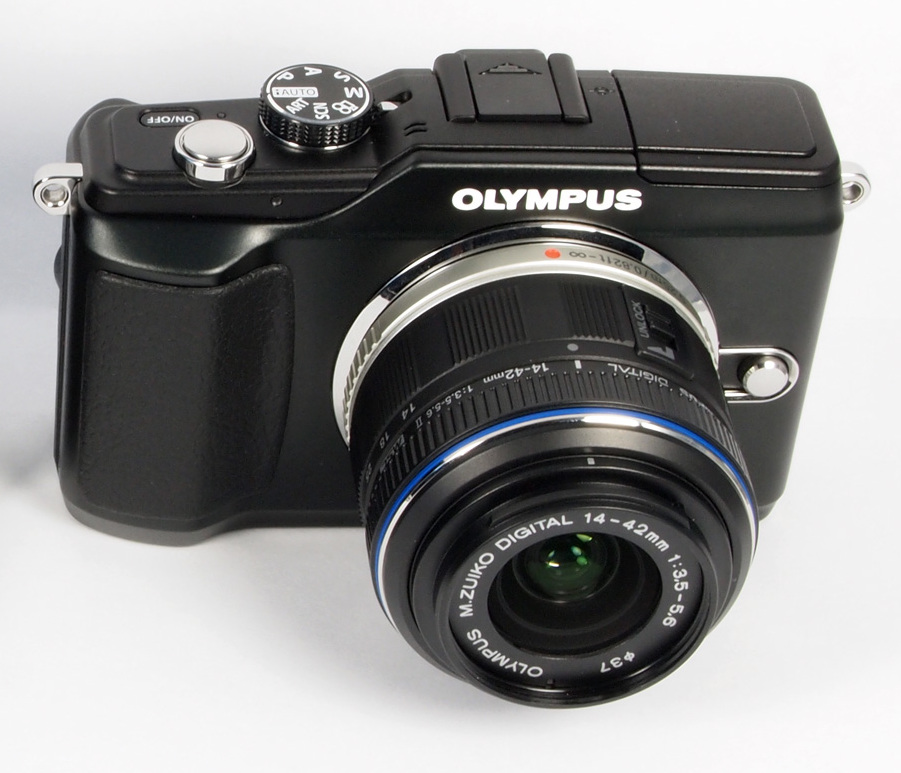
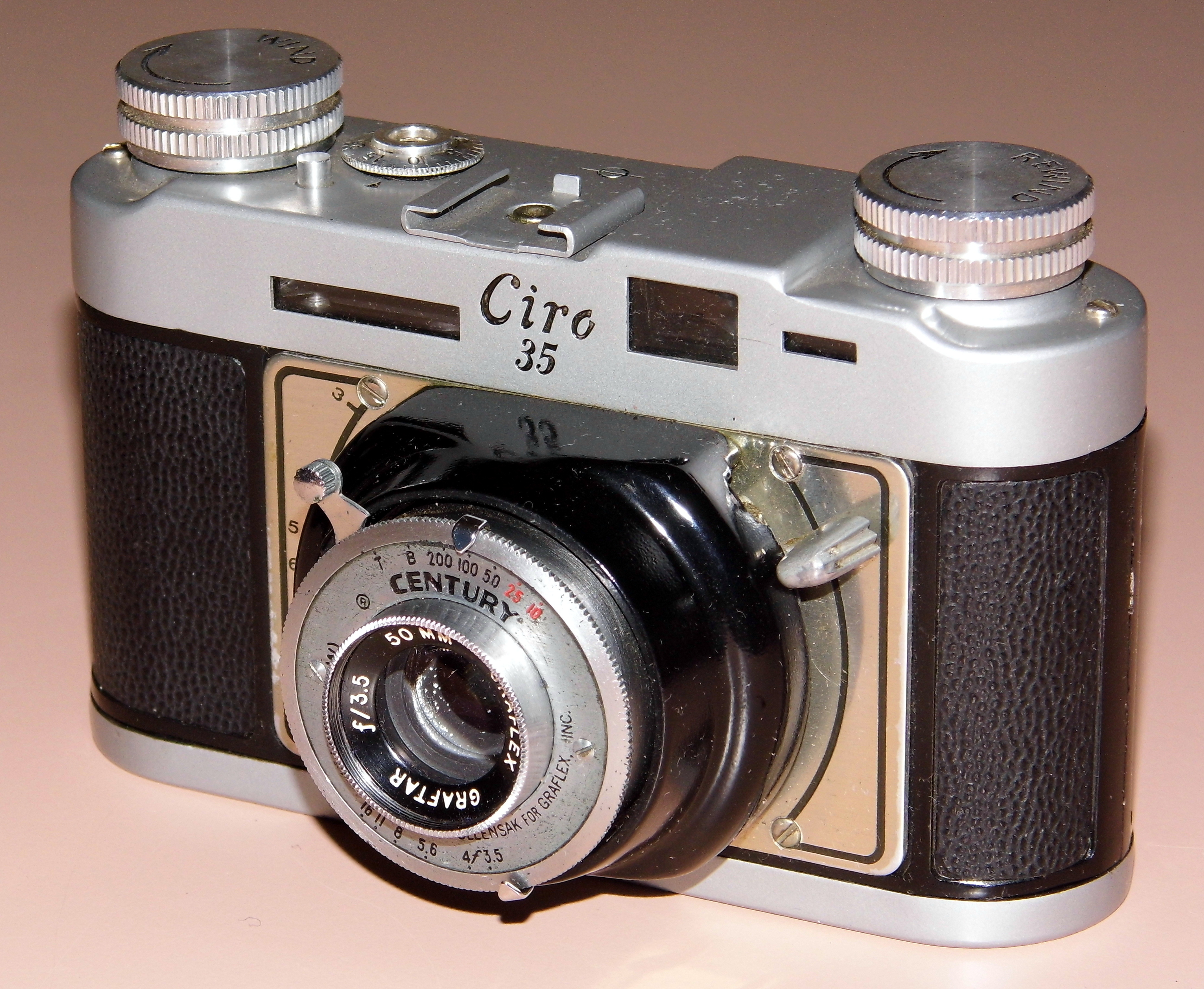
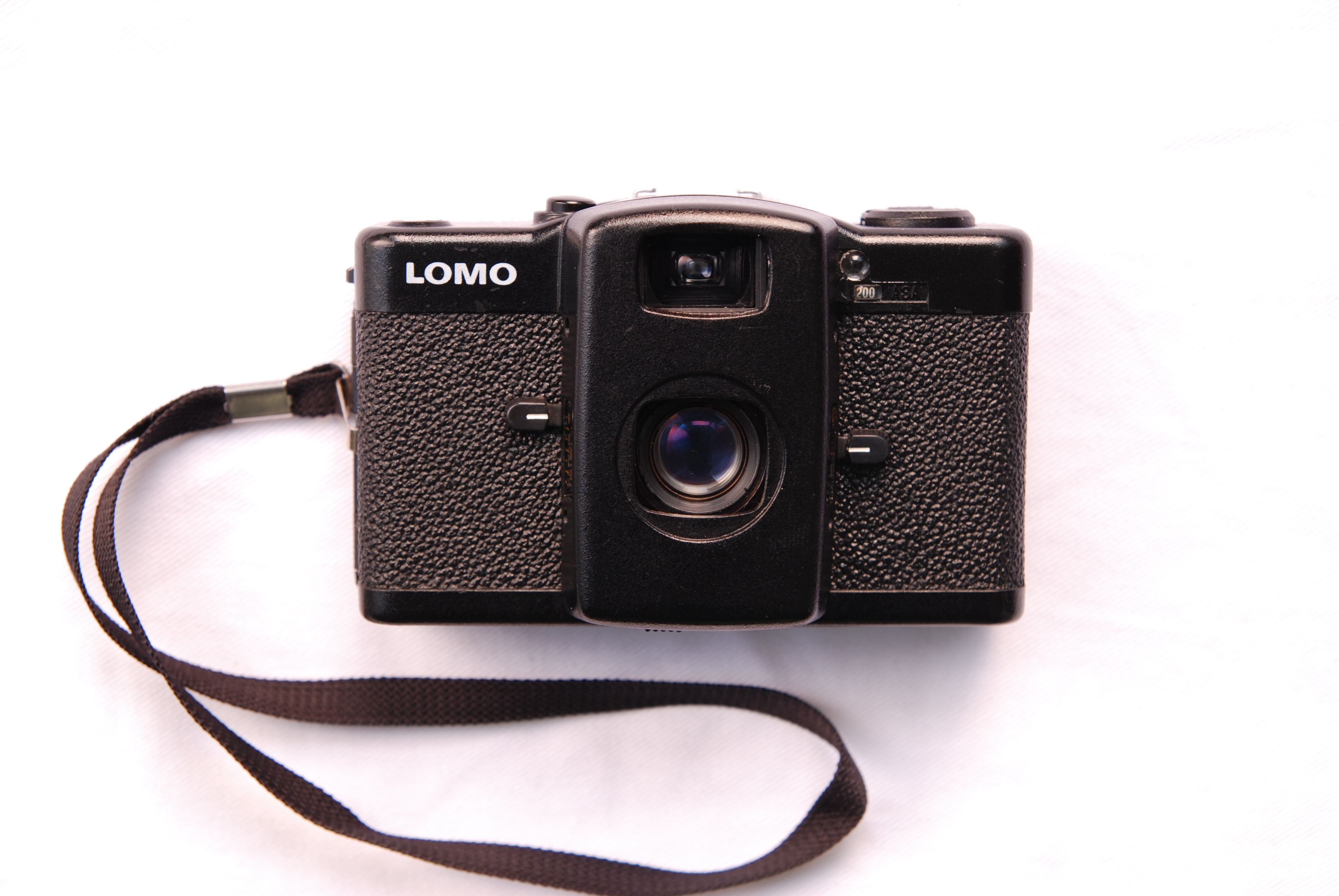

## 参看
- 暗箱
- 摄影
- 攝影機
- 数码相机
- 相片
- 先進攝影系統
- 針孔相機
- 數位單眼相機
- 數位相機品牌列表
- 照相手機